# Деллигзен
Деллигзен (нем. Delligsen) — коммуна в Германии, в земле Нижняя Саксония.
Входит в состав района Хольцминден. Население составляет 8243 человека (на 31 декабря 2010 года). Занимает площадь 36,01 км².
Коммуна подразделяется на 6 сельских округов.
| Год  | Население |
| ---- | --------- |
| 1990 | 9182      |
| 1995 | 9267      |
| 2000 | 9225      |
| 2005 | 8915      |
| 2010 | 8371      |